# James Augustus Grant
James Augustus Grant, född den 11 april 1827 i Nairn, Skottland, död där den 11 februari 1892, var en brittisk officer och upptäcktsresande.
Grant deltog som officer i Ostindiska kompaniets tjänst i fälttåget mot sepoyerna (1857–1858) och tjänstgjorde i lord Napiers stab under abessinska fälttåget (1867–1868). Sin ryktbarhet vann han genom den 1860 i sällskap med John Hanning Speke företagna upptäcktsresan till Nilens källor med Zanzibar till utgångspunkt. Över denna färd skrev han bland annat A Walk across Africa (1864) och Summary of the Speke and Grant Expedition (i Geografiska sällskapets i London "Journal", 1872).